# لوسيل لا فيرن
لوسيل لا فيرن (بالإنجليزية: Lucille La Verne)‏ (و. 1872 – 1945 م) هي ممثلة مسرحية، وممثلة أفلام، وممثلة صوت أمريكية، ولدت في ناشفيل، تينيسي، بدأت مشوارها المهني سنة 1886، توفيت في كولفر سيتي، عن عمر يناهز 73 عاماً، بسبب سرطان.

## وصلات خارجية
- لوسيل لا فيرن على موقع IMDb (الإنجليزية)
- لوسيل لا فيرن على موقع ألو سيني (الفرنسية)
- لوسيل لا فيرن على موقع تيرنر كلاسيك موفيز (الإنجليزية)
- لوسيل لا فيرن على موقع أول موفي (الإنجليزية)
- لوسيل لا فيرن على موقع قاعدة بيانات برودواي على الإنترنت (الإنجليزية)
- لوسيل لا فيرن على موقع قاعدة بيانات الأفلام السويدية (السويدية)
- لوسيل لا فيرن على موقع قاعدة بيانات الفيلم (الإنجليزية)
- لوسيل لا فيرن على موقع كينوبويسك (الروسية)